# 1-я Никольская улица
1-я Никольская улица — улица в историческом центре Владимира, проходит от Девической улицы до улицы Никитская.

## История
Проложена по регулярному плану 1781 года, согласно которому эта часть города отводилась под застройку частными домами, прошла параллельно Большой улице, как и следующая за ней 2-я Никольская.
Историческое название дано по Николо-Златовратской церкви, стоявшей на месте современного д. 9 по Большой Московской улице.
Улица являлась одной из границ городской Базарной площади, что определило её торговый характер.
23 марта 1925 года улица получила имя Наримана Нариманова (1870—1925), видного азербайджанского революционера-большевика, первого председателя Азербайджанского Совнаркома, члена ЦИК СССР, скончавшегося незадолго перед тем, 19 марта 1925 года.
Историческое название улице возвращено в 1991 году.

## Достопримечательности
Дом Никитина (угол с Девической улицей) 
Памятник Архангелу Гавриилу (2002 год, у д. 17) демонтирован 2009 году в связи со строительством бизнес-центра «Мономах»